# Xiamen Diamond League

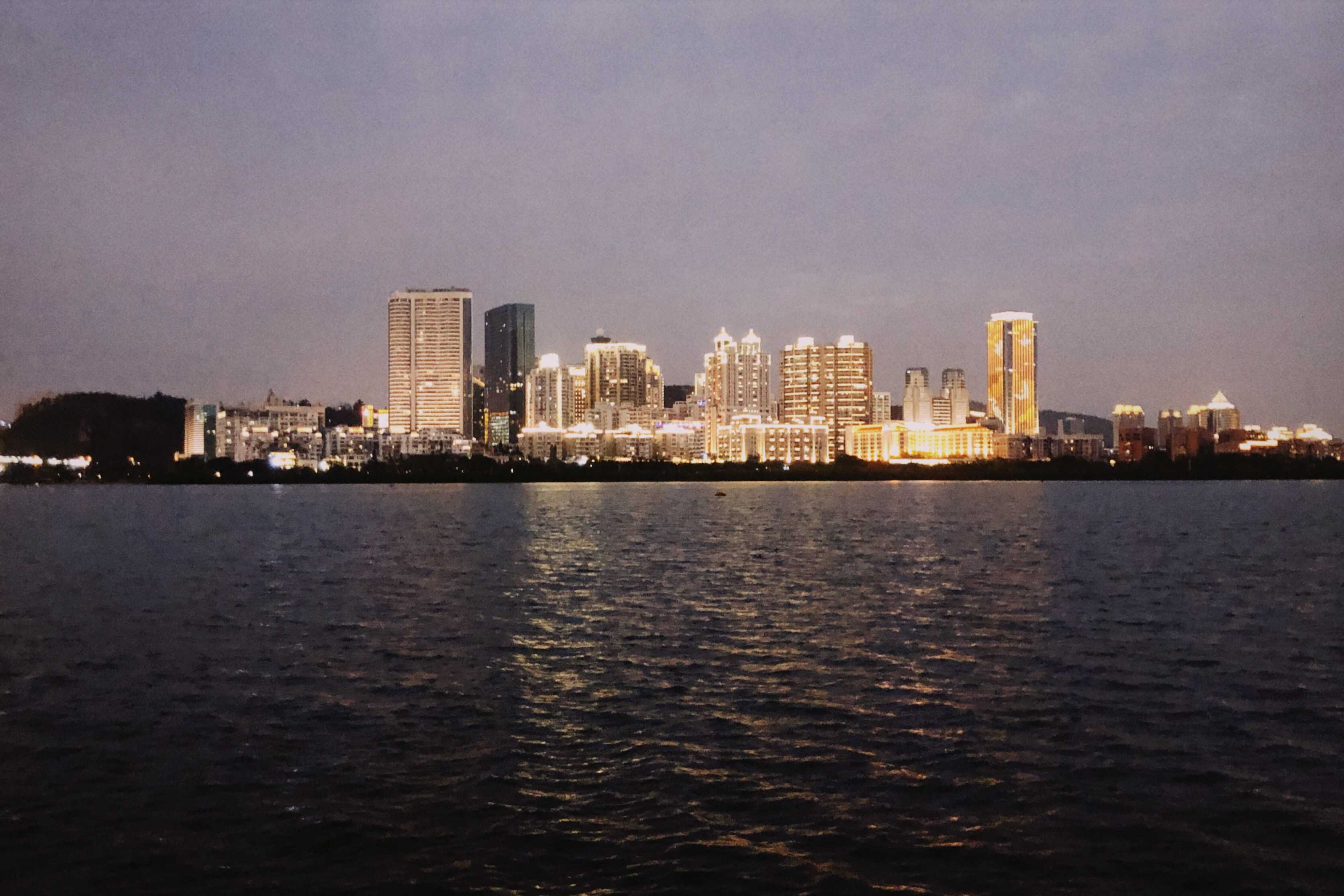
La città di Xiamen, sede dello Xiamen Diamond League

Lo Xiamen Diamond League è un meeting internazionale di atletica leggera che si tiene annualmente a Xiamen, in Cina. È stato organizzato per la prima volta il 2 settembre 2023 e fa parte del circuito Diamond League dallo stesso anno.

## Storia
La prima edizione si è tenuta nel settembre 2023, entrando a far parte del circuito Diamond League in sostituzione del meeting Shenzhen Diamond League che è stato annullato per via della pandemia di COVID-19.

## Edizioni
Di seguito la tabella delle ultime edizioni del meeting.
| Anno | Edizione | Stadio        | Circuito            | Dettagli                   |
| ---- | -------- | ------------- | ------------------- | -------------------------- |
| 2023 | I        | Egret Stadium | Diamond League 2023 | Xiamen Diamond League 2023 |
| 2024 | II       | Egret Stadium | Diamond League 2024 | Xiamen Diamond League 2024 |
| 2025 | III      | Egret Stadium | Diamond League 2025 | Xiamen Diamond League 2025 |

## Record del meeting
Aggiornato al 2024

### Uomini
| Specialità       | Record             | Atleta              | Nazionalità | Data             | Note  |
| ---------------- | ------------------ | ------------------- | ----------- | ---------------- | ----- |
| 100 m            | 9"83 (+0.4 m/s)    | Christian Coleman   | Stati Uniti | 2 settembre 2023 | [ 2 ] |
| 400 m            | 44"38              | Kirani James        | Grenada     | 2 settembre 2023 | [ 2 ] |
| 800 m            | 1'43"20            | Emmanuel Wanyonyi   | Kenya       | 2 settembre 2023 | [ 2 ] |
| 5000 m           | 12'58"96           | Lamecha Girma       | Etiopia     | 20 aprile 2024   | [ 3 ] |
| 110 m hs         | 12"96 (0.0 m/s)    | Hansle Parchment    | Giamaica    | 2 settembre 2023 | [ 2 ] |
| 3000 m siepi     | 8'10"31            | Soufiane el-Bakkali | Marocco     | 2 settembre 2023 | [ 2 ] |
| Salto triplo     | 17.51 m (+0.6 m/s) | Pedro Pichardo      | Portogallo  | 20 aprile 2024   | [ 3 ] |
| Salto in alto    | 2.27 m             | Shelby McEwen       | Stati Uniti | 20 aprile 2024   | [ 3 ] |
| Salto con l'asta | 6.24 m             | Armand Duplantis    | Svezia      | 20 aprile 2024   | [ 3 ] |

### Donne
| Specialità             | Record            | Atleta                | Nazionalità     | Data             | Note  |
| ---------------------- | ----------------- | --------------------- | --------------- | ---------------- | ----- |
| 100 m                  | 11"33 (+0.7 m/s)  | Ge Manqi              | Cina            | 2 settembre 2023 | [ 2 ] |
| 200 m                  | 22"96 (-0.4 m/s)  | Torrie Lewis          | Australia       | 20 aprile 2024   | [ 3 ] |
| 400 m                  | 49"36             | Marileidy Paulino     | Rep. Dominicana | 2 settembre 2023 | [ 2 ] |
| 1500 m                 | 3'50"30           | Gudaf Tsegay          | Etiopia         | 20 aprile 2024   | [ 3 ] |
| 3000 m                 | 8'24"05           | Beatrice Chebet       | Kenya           | 2 settembre 2023 | [ 2 ] |
| 100 m hs               | 13"00 (-0.2 m/s)  | Jasmine Camacho-Quinn | Porto Rico      | 20 aprile 2024   | [ 3 ] |
| 400 m hs               | 53"56             | Rushell Clayton       | Giamaica        | 2 settembre 2023 | [ 2 ] |
| 3000 m siepi           | 8'55"40           | Beatrice Chepkoech    | Kenya           | 20 aprile 2024   | [ 3 ] |
| Salto in lungo         | 6,88 m (-0.4 m/s) | Ivana Vuleta          | Serbia          | 2 settembre 2023 | [ 2 ] |
| Salto in alto          | 2,02 m            | Jaroslava Mahučich    | Ucraina         | 2 settembre 2023 | [ 2 ] |
| Getto del peso         | 19,72 m           | Gong Lijiao           | Cina            | 20 aprile 2024   | [ 3 ] |
| Lancio del disco       | 69,80 m           | Valarie Allman        | Stati Uniti     | 20 aprile 2024   | [ 3 ] |
| Lancio del giavellotto | 61,25 m           | Qianqian Dai          | Cina            | 20 aprile 2024   | [ 3 ] |